# Austrolycus depressiceps
Austrolycus depressiceps är en fiskart som beskrevs av Regan, 1913. Austrolycus depressiceps ingår i släktet Austrolycus och familjen tånglakefiskar. Inga underarter finns listade.

## Bildgalleri

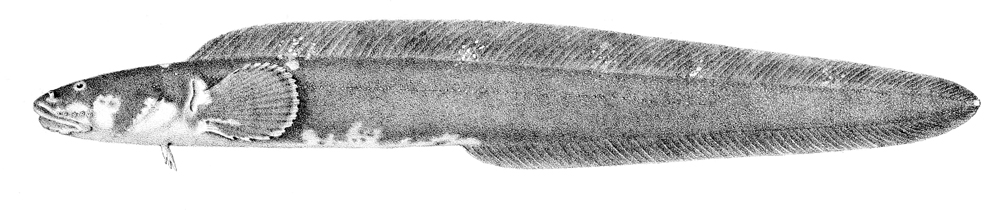